# 珙泉镇
珙泉镇，是中华人民共和国四川省宜宾市珙县下辖的一个乡镇级行政单位。

## 行政区划
珙泉镇下辖以下地区：
南城社区、新华社区、北城社区、西胜社区、坝底社区村、官沱社区村、下坝社区村、荷花村、渔池村、竹家村、杨柳村、小溪村、红旗村、德袜村、凤天村、金山村、高桥村、三江村、中心村、永安村、文家村、大云村、洛旺村、高罗村、永福村、林茶村、张永村和凤天火车站大田煤厂虚社区。